# Джонни Кастл (порноактёр)
Джонни Кастл (англ. Johnny Castle, настоящее имя Рокко Сантини (англ. Rocco Santini); 31 января 1980 года, Пенсильвания, США) — американский порноактёр. Однократный победитель премий AVN Award и XRCO Award.

## Карьера

### Появление в журналах
В марте 2007 года журнал Men назвал Джонни «Человеком года», в этом же месяце он появился на обложке журнала AVN.

## Награды и номинации

### Номинации
- 2008 AVN Award — номинирован на лучшую сцену группового секса совместно с другими порноактёрами (Джина Монд, Жан Валь Жан, Ник Тейлор и Джордан Эшли)
- 2008 AVN Award — номинирован на лучшую трешевую сцену секса совместно с Джиной Монд и Жан Валь Жаном
- 2014 AVN Award — номинирован на звание мужского исполнителя года

### Победы
- 2012 Fanny Awards — мужчина-исполнитель года
- 2013 AVN Award — победил и получил звание самой недооценённой звезды
- 2014 XRCO Award — победил и получил звание «мечника года»